# 아무로 나미에
아무로 나미에(일본어: 安室 奈美恵, 1977년 9월 20일 ~) 은퇴한 일본 가수이다. 그녀는 10대 아이돌로 두각을 나타냈고, 음악적 스타일과 시각적 표현의 다재다능함을 통해 저명한 팝 아티스트로 변신했다. 그녀의 경력 재창조와 장수로 인해 그녀는 일본과 아시아 전역에서 아이콘으로 알려져 있다. 그녀는 "일본 팝의 여왕"으로 불리며, 그녀의 국내 영향력은 서구 대중 문화의 자넷 잭슨, 마돈나와 같은 아티스트와 동등하게 비교되었다.
아무로는 오키나와현 나하시에서 태어나 14세 때인 1992년 아이돌 그룹 슈퍼 몽키스의 리드 싱어로 데뷔했다. 초기 판매 실망에도 불구하고 아무로의 인기 상승은 1995년 유로비트 싱글 'Try Me (Watashi o Shinjite)' 로 대히트를 기록하는 데 도움이 되었다. 솔로 활동을 위해 Avex Trax 와 계약을 맺은 아무로는 Chase the Chance 와 Don't Wanna cry를 포함한 일련의 1위 싱글로 명성을 얻었다. 유명 프로듀서 테츠야 코무로 코무로 테츠야 와의 긴밀한 파트너십을 통해 서양의 영향을 받은 댄스팝 사운드가 탄생했다. Sweet 19 Blues 및 Concentration 20 을 포함한 그녀의 첫 4개 릴리스는 각각 수백만 개의 인증을 받았다. 그녀의 1997년 싱글 CAN YOU CELEBRATE? 일본 음악 역사상 여성 솔로 아티스트의 베스트셀러 싱글로 남아 있다.
2000년대 초, 'Never End' 는 판매량이 감소하기 전 아무로의 마지막 성공적인 싱글이 되었고, 그녀의 음악은 그녀가 자신의 경력을 창의적으로 통제하면서 팝에서 R&B로 진화하기 시작했다. 이러한 전환은 2002년 Suite Chic 프로젝트와 그녀의 여섯 번째 정규 앨범 Style 로 표시되었다. 아무로의 여덟 번째 정규 앨범 PLAY는 히트 싱글 'Baby Don't Cry'로 상업적 부활의 시기를 시작했다. 그녀의 컴백은 2008년 싱글 '60s 70s 80s'와 그 상위 릴리스인 BEST FICTION으로 확고해졌다. 그녀는 2010년대에도 10번째 정규 앨범 Uncontrolled를 시작으로 EDM에 손을 대고 영어로 녹음하는 등 음악적 실험을 계속했다. 밀리언 인증 싱글 Love Story를 피처링했다. 그녀는 나중에 자신의 관리 회사인 Stella88과 음반사인 Dimension Point를 설립했다.
아무로는 2017년 베스트 셀러 앨범인 Finally로 경력을 마무리했으며, 이 앨범은 10대, 20대, 30대, 40대 모두에서 밀리언셀러를 달성한 유일한 아티스트가 되었다. 그녀는 2018년 9월 16일에 가요계를 공식적으로 은퇴했다. 헤이세이 시대(1989~2019)의 종료와 동시에 그녀는 '시대의 종말'이라고 불리는 사람들이 많아 '헤이세이 디바'를 대표하게 되었다. , 두 가지 의미 모두에서.
4천만 장 이상의 음반을 판매한 아무로는 오리콘이 선정한 일본에서 가장 많이 팔린 아티스트 중 한 명으로 인정받고 있다. 그녀는 Japan Record Awards, Japan Gold Disc Awards, MTV Video Music Awards Japan 및 World Music Awards에서 상을 받았다.

## 생애

### 1977년–1995년: 어린 시절과 경력
아무로 나미에는 1977년 9월 20일 오키나와현 나하시에 있는 오키나와현 적십자병원에서 태어났다. 그녀는 타이라 에미코의 네 자녀 중 한 명이다. 그녀의 어머니를 통해 아무로는 4분의 1의 이탈리아인이다. 아무로가 고작 4살이었을 때 이혼한 타이라는 오키나와에서 홀로 아이들을 키우며 보육원 직원과 술집 여주인으로 일하며 가족을 부양했다. 아무로는 가수가 되고 싶은 마음은 없었지만 12살 때 친구를 만나러 가던 중 발견하게 됐다. 1년 후 아무로는 오키나와 액터스 스쿨의 오너인 마키노 마사유키에게 스카우트되어 그곳에 입학하게 된다. 1991년에 마키노는 그녀를 다른 4명의 소녀인 마키노 안나, 아라카키 히사코, 아메쿠 미나코, 타쿠시 나나코와 함께 Super Monkey's라는 아이돌 그룹에 합류시켰다. 6번째 멤버인 나카소네 리노(Rino Nakasone)가 1년 후에 그룹에 합류했다. 1992년 9월 16일 Super Monkey's는 데뷔 싱글 "Koi no Cute Beat/Mr USA"를 발매했다. 그러나 안나 마키노는 그해 말 그룹을 떠났다. 1993년 슈퍼몽키즈의 나머지 멤버들은 도쿄로 이주했다.
Super Monkey's는 큰 성공을 거두지 못했고 그룹은 끊임없는 라인업 변경을 겪었다. 1994년 그룹은 다가오는 배우이자 패션 모델로서 아무로의 인기가 높아지는 것을 반영하기 위해 Super Monkey's와 함께 아무로 나미에로 이름을 변경했습니다. 그룹의 음악 활동 외에도 아무로는 일본 TV 시리즈와 작은 영화에 조금씩 참여했습니다. Super Monkey's 는 이탈리아 유로비트 프로듀서 Dave Rodgers와 일본 사업가 Max Matsuura가 프로듀싱한 싱글 TRY ME (Watashi o Shinjite) 로 큰 성공을 거두었습니다.

### 1996년–1998년: SWEET 19 BLUES, Concentration 20, 임신, 결혼, 돌파, 181920, 그리고 모성

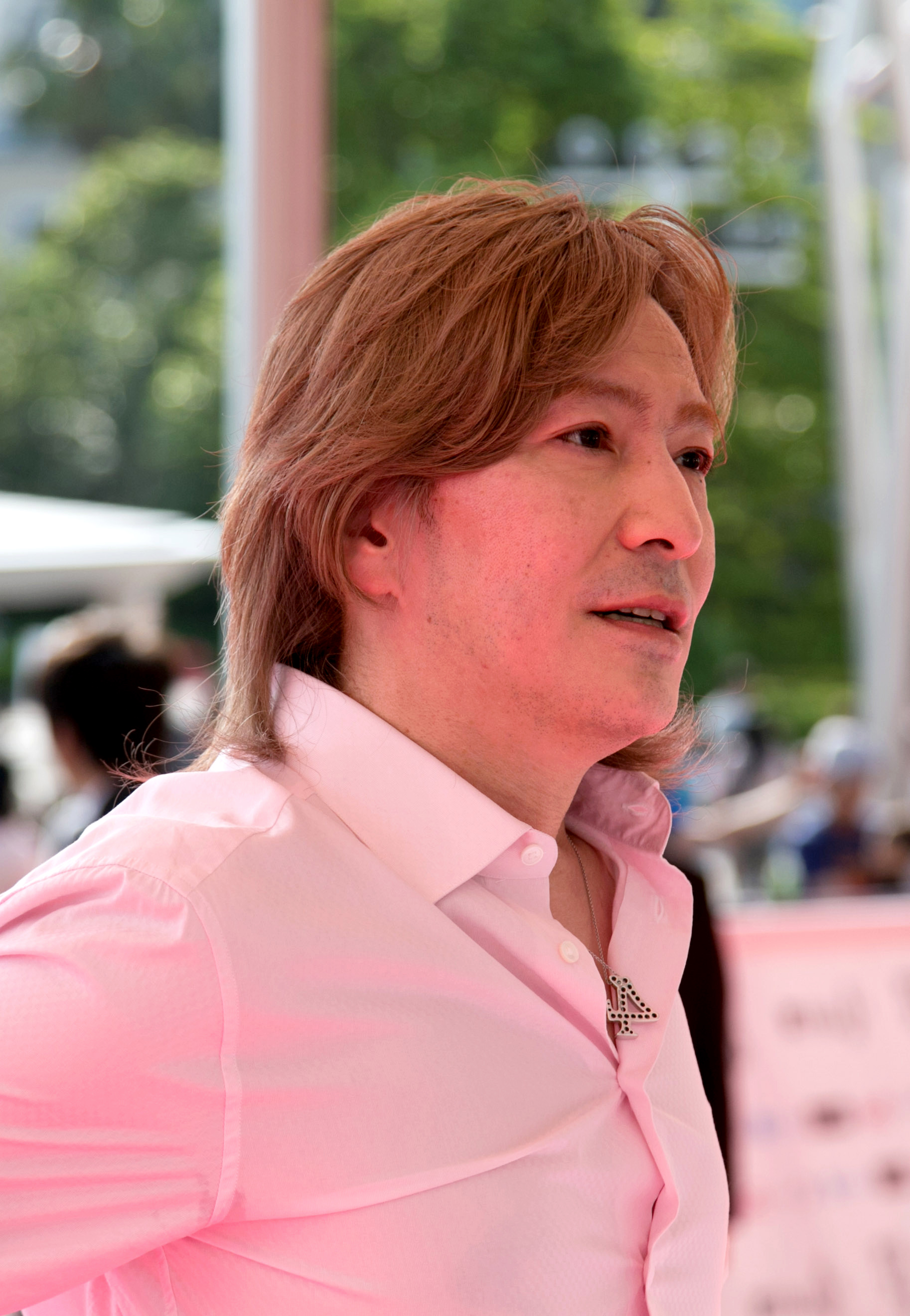
일본 음악가 고무로 테츠야는 아무로의 첫 4개의 정규 앨범을 프로듀싱했습니다.

아무로는 짧은 휴식 후 1996년에 "Don't wanna cry"와 "You're my sunshine" 이라는 두 개의 싱글을 더 발매했습니다. 두 싱글 모두 일본에서 성공을 거두어 두 번째와 세 번째 연속으로 1위 싱글을 차지했고, 두 곡 모두 일본에서 100만 장 이상 판매되었습니다. 아무로는 첫 솔로 스튜디오 앨범인 SWEET 19 BLUES (1996)를 발매한 후 큰 성공을 거두었습니다. 7월 22일에 발매되어 일본 오리콘 앨범 차트 에서 1위를 차지했고 , 360만 장 이상 판매되었습니다. 그녀는 1996년 8월 21일에 앨범의 마지막 싱글인 타이틀곡을 발매했고 , 오리콘 싱글 차트에서 2위를 차지하며 성공을 거두었고, 일본에서 40만 장 이상 판매되었습니다. 1996년 11월 27일, 그녀는 코무로와 함께 두 번째 솔로 스튜디오 앨범 작업을 시작했고, 리드 싱글 "A walk in the park"를 발매했습니다. 아무로에게 오리콘 싱글 차트에서 네 번째 1위 싱글을 안겨주었고, 그곳에서 100만 장 이상 팔린 네 번째 싱글이 되었습니다. 1996년 말, 그녀는 그녀의 노래 "Don't wanna cry "로 일본 레코드 어워드 에서 가장 높은 영예인 그랑프리 상을 수상 하여 이 상을 수상한 가장 어린 아티스트가 되었습니다. 1997년 2월 19일, 그녀는 그녀의 싱글 " CAN YOU CELEBRATE? "를 발매했고, 이것은 그녀의 다섯 번째 1위 싱글이 되었습니다. 이 싱글은 일본에서 큰 성공을 거두었고, 결국 그곳에서 2,750,000장이 팔렸고, 일본 솔로 여성 아티스트의 베스트셀러 싱글이 되었습니다. 아무로는 1997년 5월 21일에 6번째 연속 1위 싱글 "How to be a Girl"을 발매한 후, 그 해 7월에 두 번째 앨범 Concentration 20을 발매했습니다. 그것은 일본에서 그녀의 세 번째 1위 앨범이 되었고, 그곳에서 190만 장 이상 팔렸습니다. 추가 홍보를 위해 그녀는 일본에서 그녀의 Concentration 20 Dome Tour에 착수했고, 그것은 상업적 성공을 거두었습니다. 1997년 8월 초까지 아무로의 레코드 총 판매량은 일본에서 2천만 장에 도달했습니다.  그 해 10월 22일 기자 회견에서 아무로는 일본인 음악가이자 TRF 밴드 멤버인 마사하루 "샘" 마루야마 와의 결혼을 확인했습니다 . 회견에서 그녀는 첫 아이를 임신 3개월이라고 발표했습니다. 연말에 그녀는 "CAN YOU CELEBRATE?"로 다시 일본 레코드 대상 그랑프리 상을 수상했습니다. 그리고 음악 산업에서 1년간의 휴식을 시작하기 전에 매년 열리는 일본 텔레비전 음악 쇼 48회 NHK 홍백가합전 에서 마지막으로 출연했습니다 . 그녀는 법적으로 이름을 마루야마 나미에 로 바꾸었지만 계속해서 그녀의 처녀 성을 직업 이름으로 사용했습니다.

### 1999–2001: 개인적인 어려움, Genius 2000 및 Break the Rules
고무로와 미국 프로듀서 달라스 오스틴과 함께 "Genius 2000" 앨범을 작업 중이며, 아무로는 1998년 첫 싱글 "I Have Never Seen" 을 발매한 후 1999년 3월 17일 두 번째 싱글 'Respect the Power of Love' 를 발매했다. 같은 날 아무로의 고향인 오키나와에서는 어머니 타이라 에미코가 살해됐다는 보도가 나왔다. 에미코와 그녀의 두 번째 남편 타이라 타츠노부는 에미코의 전남편의 동생인 타이라 켄지가 소유한 도끼에 맞았다. 그녀의 두 번째 남편은 가벼운 부상을 입고 살아남았지만, 에미코는 병원으로 이송됐고 3월 17일 정오 이후 사망 선고를 받았다. Kenji는 살충제를 먹은 후 차에서 죽은 채 발견되었다. 소식을 접한 아무로는 모든 활동을 연기하고 어머니의 시신을 확인하기 위해 오키나와로 돌아갔다. 일주일 후, 이 싱글은 싱글 "Dango 3 Kyodai"를 제치고 오리콘 싱글 차트 2위로 데뷔했다.

### 2002년–2004년: LOVE ENHANCED ♥️ single collection, 판매량 및 인기 하락, Suite Chic 프로젝트 및 스타일
아무로는 2002년 3월 13일 두 번째 컴필레이션 앨범 "LOVE ENHANCED ♥️ single collection" 을 발매했다. 이 앨범은 1998년 그녀가 활동을 중단한 후 발매된 거의 모든 싱글을 새로운 보컬, 믹스 또는 재배치로 재작업했다. 싱글 'I Will'은 앨범 발매 한 달 전에 발매돼 아무로의 첫 싱글 판매량 10만장 이하가 됐다. 앨범은 적당히 성공하여 3위를 정점으로 300,000장 이상을 판매했지만 이전 앨범인 181920의 일부만 판매되었다. 아무로는 2002년 7월 마루야마와 이혼하고 화해할 수 없는 차이점을 이유로 법적으로 아무로 나미에로 이름을 다시 바꿨다. 보도에 따르면 그녀의 이혼은 마루야마 가족과의 개인적인 문제 때문이었다. 회고적으로 The Times는 이 시대 그녀의 인기 상실을 그녀의 개인적인 투쟁을 둘러싼 관심 때문이라고 돌렸고, Japan Times는 그녀의 활동 중단 이후 큰 성공을 거둔 신예 예술가 우타다 히카루와 하마사키 아유미의 부상을 언급했다. 아무로는 2005년 인터뷰에서 "가장 친했던 친구도 끝났다고 했지만 남들과는 조금 다를 수도 있을 것 같다"고 말했다. 3년 전에 인기가 급락했고 홍보를 하려고 한 적도 없다. 팬들에게 부응하지 않기 위해 일관성을 유지하도록 강요하는 진정한 도전이다." 아무로는 댈러스 오스틴과 함께 여섯 번째 스튜디오이자 세 번째 콜라보레이션 앨범 작업을 시작하여 2002년 9월 11일 다이앤 워렌이 작곡한 싱글 "Wishing on the Same Star"를 발매했다. 이 싱글은 아무로의 판매량이 크게 감소하여 연말까지 95,000대만 판매되었다. 2002년 12월 아무로는 Verbal, Zeebra, Dabo, DJ Muro와 같은 일본 아티스트가 참여하는 음악 프로젝트 Suite Chic에 참여했다. 이 프로젝트는 2003년 해체되기 전에 두 개의 싱글, 하나의 스튜디오 앨범, 하나의 리믹스 앨범을 발표했다.
아무로는 2003년 중반 솔로 활동에 복귀하여 싱글 "Shine More", "Put 'Em Up", 더블 A면 싱글 "So Crazy" 및 "Come"을 발매했다.

### 2005년–2006년: Queen of Hip-Pop, 아시아 진출
아무로는 2005년 4월 싱글 'Want Me, Want Me'를 발매했다. 이 노래는 일본에서 성공하여 오리콘 싱글 차트 2위에 올랐으며 해당 지역에서 103,000장 이상 판매되었다. 지난 5월, 마루야마와 3년 간의 결별 후, 일본 출판물은 마루야마가 자녀 하루토의 양육권을 완전히 되찾을 것이라고 보도했다. 8월에 그녀는 마루야마의 방문권과 함께 하루토의 완전한 양육권을 받았습니다. 아무로는 5월 29일 MTV 비디오 뮤직 어워드 재팬(MTV Video Music Awards Japan)에서 4년 연속 공연을 펼쳤다. 그녀는 "Best R&B Video"와 "Most Impressive Performing Asian Artist"라는 두 개의 상을 수상하여 4년 연속 MTV VMAJ 상을 수상한 최초의 아티스트가 되었습니다. 2004년에는 "최고의 R&B 비디오"로 선정되었습니다. 아무로는 2005년 7월 일곱 번째 정규 앨범
Queen of Hip-Pop 을 발매했다. 앨범에는 4곡 싱글이 포함되어 있습니다 "Alam" "All For You" "Girl Talk/The Speed Star" "Want Me, Want Me". Queen of Hip-Pop 은 성공하여 오리콘 앨범 차트 2위에 올랐으며 일본에서 455,000장 이상 판매되었습니 아무로는 MGM Studios와 협력하여 앨범에 Pink Panther를 사용할 수 있는 권한을 부여 받았습니다. 앨범을 위해 여성 팬더 상대도 만들어졌습니다.

### 2007년–2009년: 매출 부활, 인기 부활, Play, Best Fiction, 그리고 'Past<Future
아무로는 2007년 1월 24일에 다가오는 8개의 정규 앨범 'Baby Don't Cry'의 세 번째 싱글을 발매했다. 일본 TV 시리즈 Himitsu no Hanazono 의 주제가로 사용되었다. 이 앨범은 일본에서 성공하여 오리콘 싱글 차트에서 3위에 올랐고, 해당 지역에서 144,000장 이상 판매되었으며, 이는 "Say the Word" 이후 가장 많이 팔린 싱글입니다. 
2010년–2012년 : WMA 2010 수상, Checkmate!, Uncontrolled 및 20주년 기념

## 음반
하나의
슈퍼몽키와 함께
• 도시바 EMI 주식회사
1992년 9월 16일 : 'Koi no Cute Beat/Mr. U.S.A (Super Monkey's)
1993년 5월 26일 : 'Dancing Junk' (Super Monkey's 4)
1993년 11월 5일 : 'Aishite Muscat' (Super Monkey's 4)
1994년 7월 20일 : 'Paradise Train' (Namie Amuro with Super Monkey's)
1995년 1월 25일 : TRY ME~私を信じて~ (Namie Amuro with Super Monkey's)
홀로
• 도시바 EMI 주식회사
1995년 4월 26일 : 'Taiyō no Season' (太陽のSeason)
1995년 7월 24일 : 'Stop the Music'
• Avex Trax
1995년 10월 25일 : 'Body Feels Exit'
1995년 12월 5일 : 'Chase the Chance'
1996년 3월 13일 : 'Don't wanna cry'
1996년 6월 5일 : 'You're my sunshine'
1996년 8월 21일 : 'Sweet 19 Blues'
1996년 11월 27일 : 'A Walk in the Park'
1997년 2월 19일 : 'CAN YOU CELEBRATE?'
1997년 5월 21일 : 'How to be a Girl'
1997년 11월 27일 : 'Dreaming I Was Dreaming'
1998년 12월 23일 : 'I Have Never Seen'
1999년 3월 17일 : 'Respect the Power of Love'
1999년 7월 7일 : 'Toi et moi'
1999년 9월 1일 : 'Something 'bout the Kiss'
2000년 1월 1일 : 'Love 2000'
2000년 7월 12일 : 'Never End'
2000년 10월 4일 : 'Please Smile Again"
2001년 1월 24일 : 'Think of Me/No More Tears'
2001년 8월 8일 : 'Say the Word'
2002년 2월 14 : 'I Will'
2002년 9월 11일 : 'Wishing on the Same Star'
2003년 3월 5일 : 'Shine More'
2003년 7월 16일 : 'Put 'Em Up'
2003년 10월 16일 : 'So Crazy/Come
2004년 3월 17일 : 'Alarm'
2004년 7월 22일 : 'ALL FOR YOU'
2004년 10월 14일 : GIRL TALK/the SPEED STAR
2005년 4월 6일 : 'WANT ME, WANT ME'
2005년 11월 16일 : 'White Violet/Violet Sauce'
2006년 5월 17일 : 'Can't Sleep, Can't Eat, I'm Sick/Ningyo
2007년 1월 24일 : 'Baby Don't Cry'
2007년 4월 7일 : 'Funky Town'
2008년 3월 12일 : '60s 70s 80s'
2009년 3월 18일 : 'Wild/Dr.'
2010년 3월 31일 : 'Fake'
2010년 7월 28일 : 'Break It/Get Myself Back'
2011년 3월 9일 : 'Wonder Woman'
2011년 7월 27일 : 'NAKED/ Fight Together/ Tempest'
2011년 12월 7일 : 'Sit! Stay! Wait! Down!/Love Story'
2012년 3월 21일 : 'Go Round/YEAH-OH'
2013년 3월 6일 : 'Big Boys Cry/Beautiful'
2014년 1월 29일 : 'Tsuki'
2014년 11월 12일 : 'Brighter Day'
2015년 12월 2일 : 'Red Carpet'

## 수상
- 2005년 MTV 비디오 뮤직 어워드 재팬 최우수 R&B 비디오상
- 2005년 MTV 비디오 뮤직 어워드 재팬 아시아 최우수 퍼포밍아티스트상
- 2008년 MTV 뮤직 어워드 재팬 최우수 R&B 가수상

## 같이 보기
- 아무라 현상(アムラー現象, ja:アムラー) - 90년대 중반에 일어난 일본 젊은여성층들에게서 일어난 아무로 나미에 따라하기 패션 및 미용붐